# Bahnhof Morges

Der Bahnhof Morges ist der Bahnhof der Ortschaft Morges im Kanton Waadt in der Schweiz. Er wurde im Jahr 1858 eingeweiht.

## Geschichte

### Normalspur

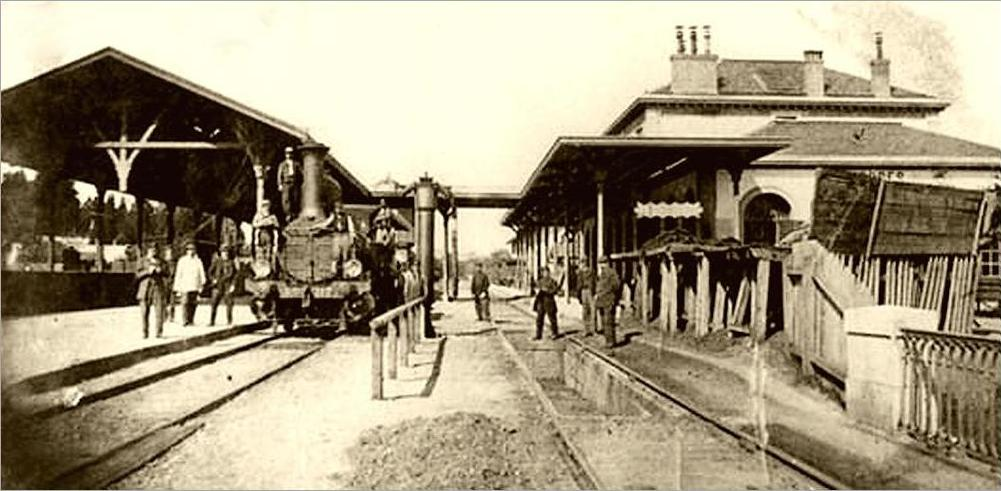
Das ursprüngliche Aufnahmegebäude des Bahnhofs stammt aus dem Jahr 1861. Aufnahme von 1872.

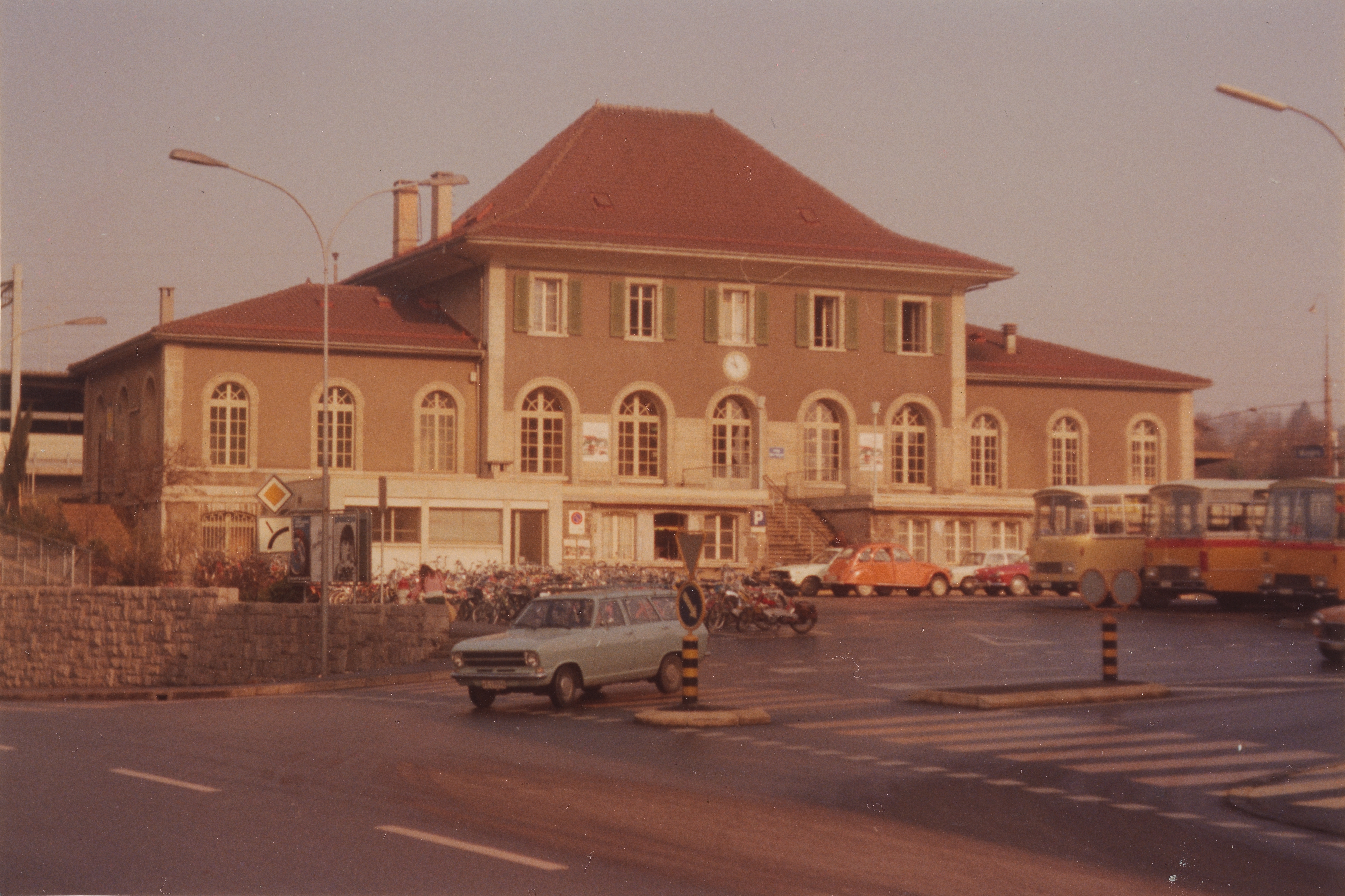
Aufnahmegebäude im Jahr 1977

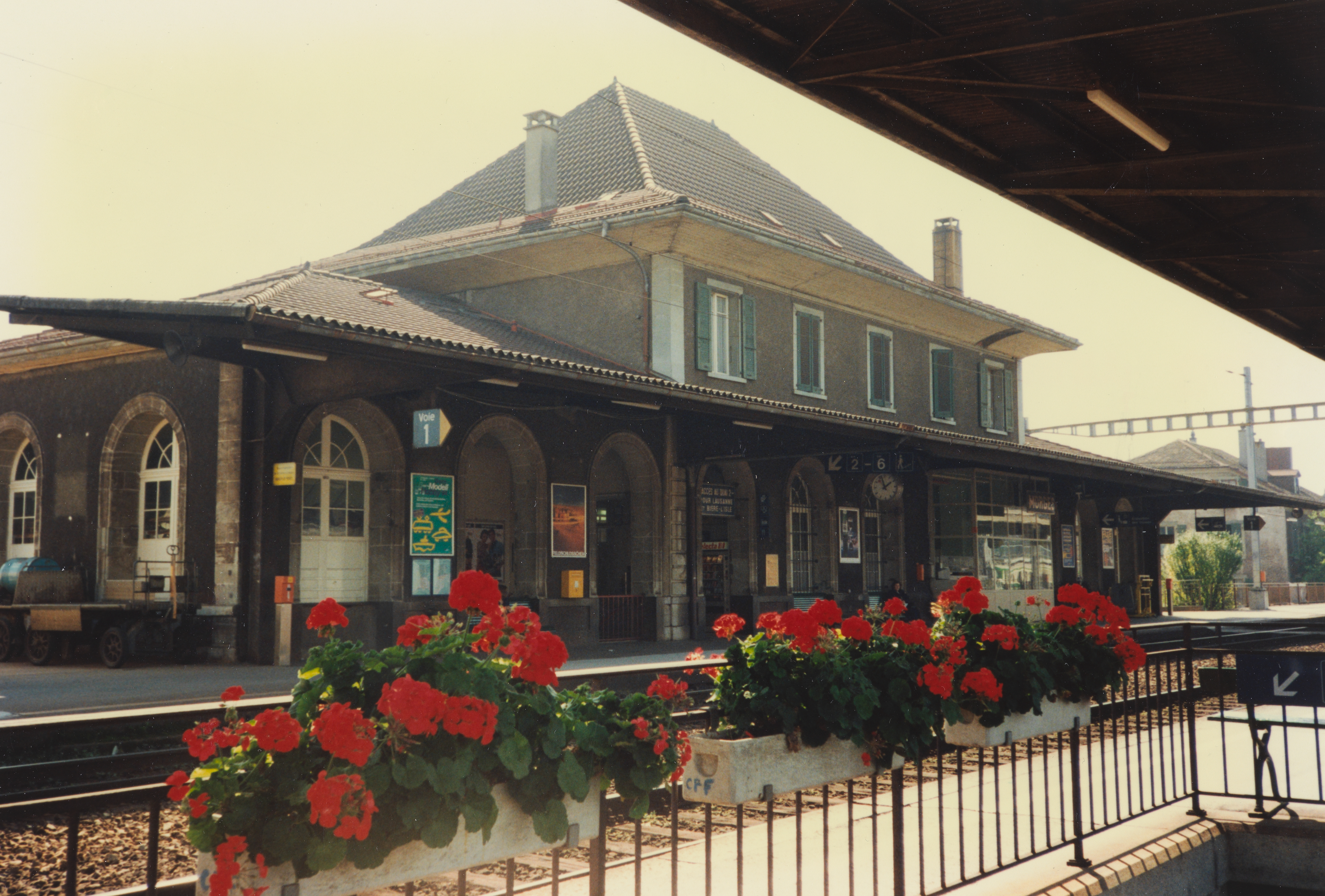
Aufnahmegebäude 1994

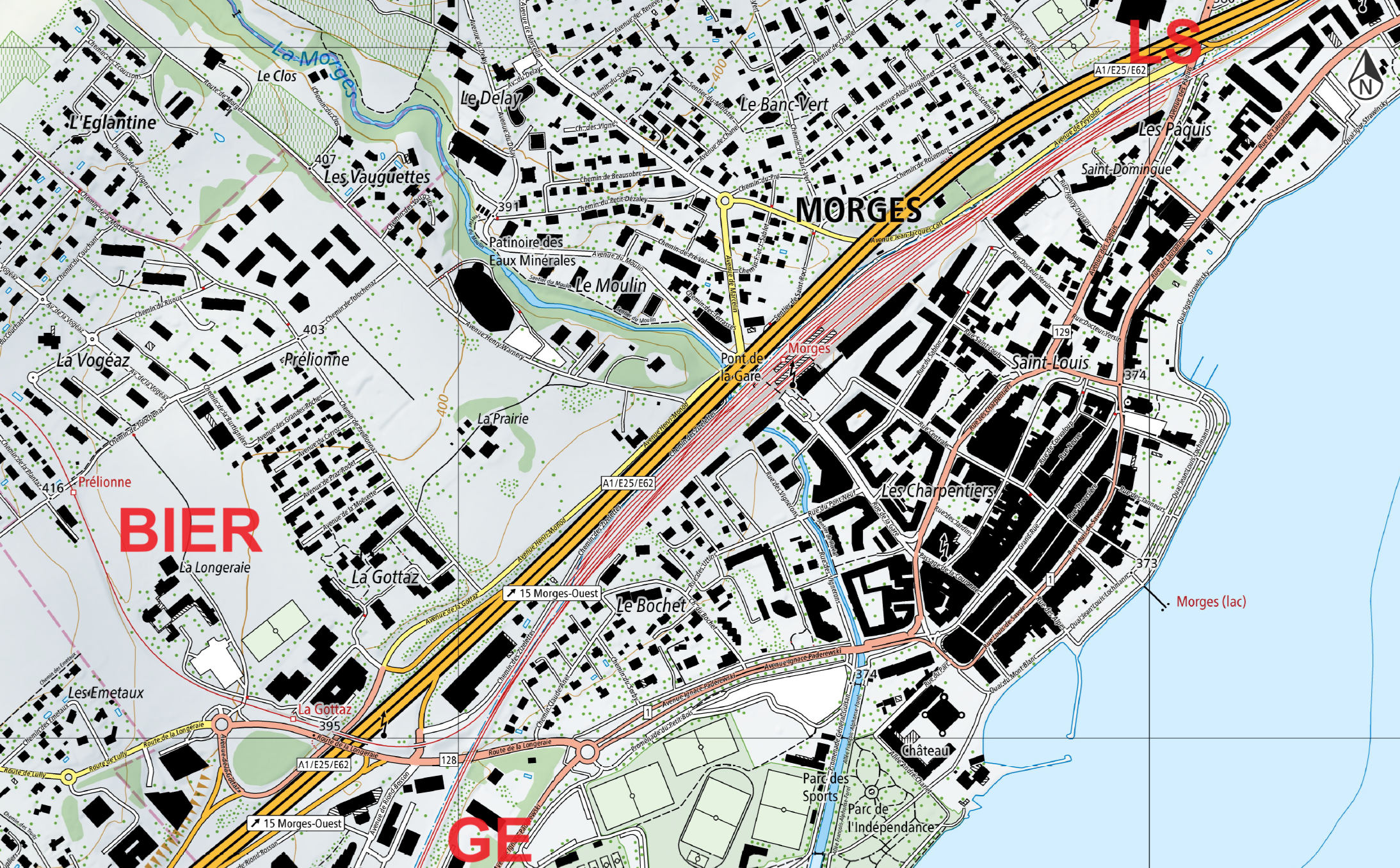
Kartenausschnitt Bahnhof Morges:
LS: SBB nach Lausanne BIER: MBC nach Bière
GE: SBB nach Genf

Von den ersten Studien englischer Ingenieure im Jahr 1852 wurde Morges als südliches Ende einer aus Yverdon kommenden Linie favorisiert, wobei eine Abzweigung nach Lausanne geplant war. Die Compagnie de l’Ouest Suisse (OS) eröffnete am 1. Juli 1855 den Abschnitt von Renens nach Morges. Der Endbahnhof war zunächst im Park hinter dem Schloss mit einem Anschluss an den Hafen geplant. Schliesslich wurde in Le Rosey ein provisorischer Bahnhof im Vorgriff auf die künftige 1858 eröffnete Linie nach Genf gebaut. Der definitive Bahnhof wurde 1858 an seinem heutigen Standort errichtet. Der Gleisanschluss zum Hafen wurde bereits 1862 aufgegeben. Derzeit besteht der Platz vor dem Bahnhof hauptsächlich aus Haltekanten für die Regionalbusse der Transports de la région Morges–Bière–Cossonay (MBC).
Mit der Verstaatlichung der Jura-Simplon-Bahn kam der Bahnhof 1903 in den Besitz der Schweizerischen Bundesbahnen (SBB).
Ende der 1990er Jahre bauten die SBB den Bahnhof um. Die zentrale Treppe des Gebäudes, die zu den Billetschaltern führte, wurde entfernt und die Schalter auf das Niveau des Bahnhofplatzes gebracht. Das Aufnahmegebäude wurde umgebaut, um neue Geschäfte und ein Restaurant aufzunehmen. Die Gleise und Perrons wurden neu gebaut: der Hauptperron mit Gleis 2 für Züge des Fernverkehrs Richtung Genf und Gleis 3 Richtung Lausanne. Die Gleise 1 und 4 dienen dem Regionalverkehr und ermöglichen das Überholen von Zügen. Die MBC nutzen das Gleis 5 und ausnahmsweise Gleis 6 mit einer Passerelle von Gleis 5.
Beim Fahrplanwechsel 2019 führten die SBB eine direkte Bahnverbindung zwischen Genf und dem Bahnhof Le Châble mit dem Namen «Verbier Express» ein, der an Wochenenden und Feiertagen im Winter einmal täglich hin- und zurückfährt.
Im Jahr 2016 wurden Modernisierungen im Wert von 1,5 Millionen Franken am Bahnhof durchgeführt. 2020 folgten Instandhaltungs- und Erneuerungsarbeiten an Gleisen, Weichen und Fahrleitungen, um die Zuverlässigkeit und Sicherheit der Anlagen zu gewährleisten.

### Meterspur

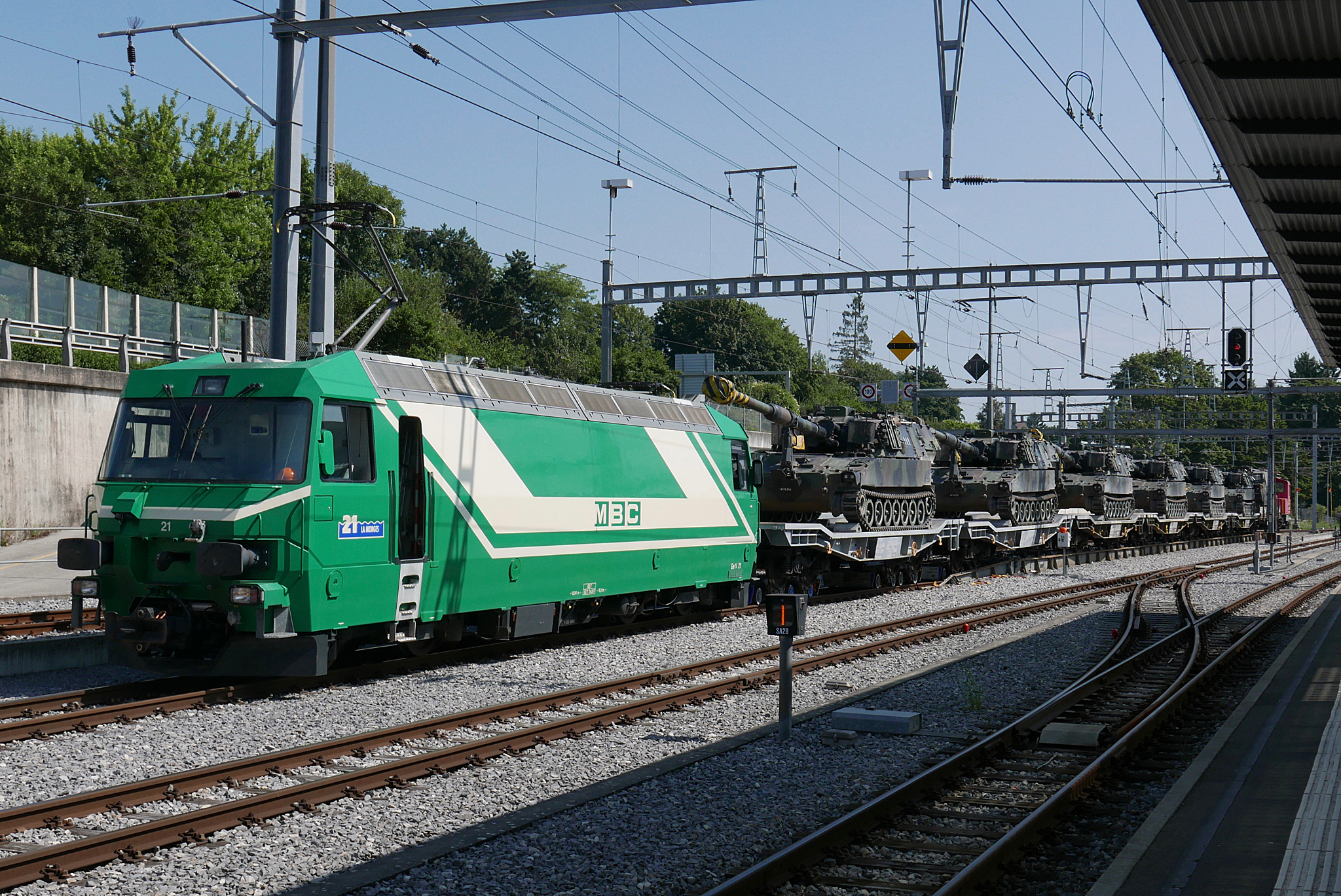
Güterzug mit aufgebockten Panzertransportwagen in Morges

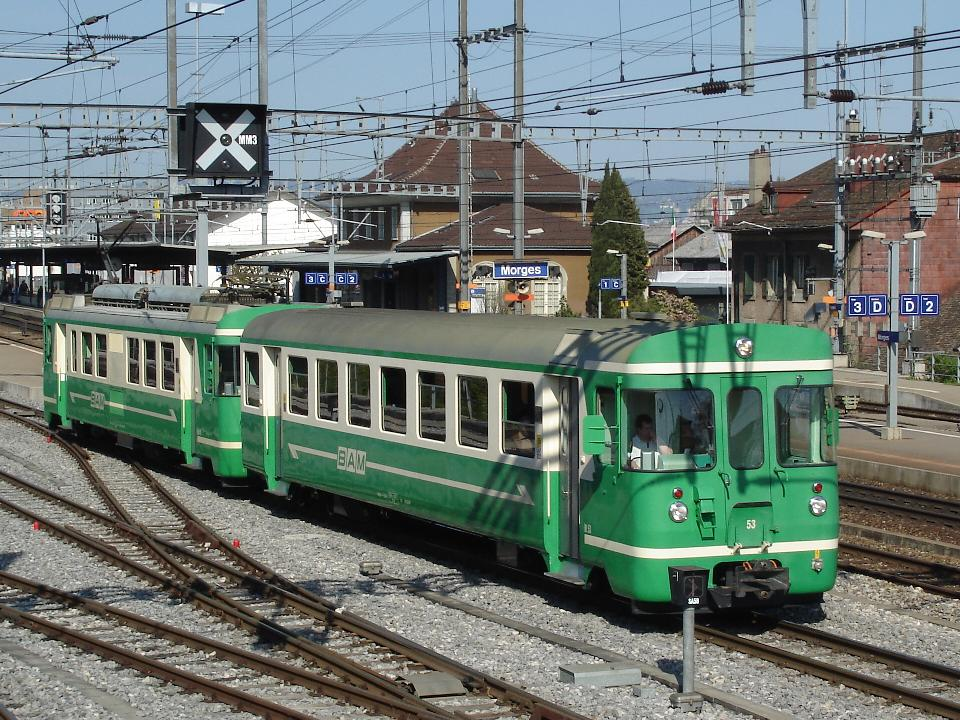
Richtung Bière ausfahrender Pendelzug der Bière–Apples–Morges Bahn (BAM) im Jahre 2007

Bei der Gründung der Eisenbahngesellschaft Bière–Apples–Morges (BAM) wurde die Stadt Morges der Ortschaft Allaman vorgezogen, nachdem man zunächst gezögert hatte, den Exerzierplatz von Bière mit der Genferseeregion zu verbinden. Man entschied sich aus zwei Gründen für die Meter- statt Normalspur: Die BAM ging davon aus, dass der Umschlag in Morges gering ausfallen würde und dass das für die Verbindung von Morges nach Bière gewählte Meterspurtrasse leichter und kostengünstiger zu erstellen ist.
Das führte dazu, dass die bereits bestehenden Gleise der Jura-Simplon-Bahn (JS) nicht genutzt werden konnten. 1895 schlossen die beiden Unternehmen einen Vertrag ab, um den Betrieb der Strecke von Morges nach Bière der JS zu übertragen. Für die Nutzung des Bahnhofs Morges bezahlte die BAM eine Gebühr von 3000 Franken sowie ein Fünfzehntel der Betriebskosten.
Die Bière–Apples–Morges-Bahn mit dem Meterspurteil des Bahnhofs wird seit 1943 mit SBB-Strom mit 15'000 Volt Spannung und einer Frequenz von 16 ⅔ Hertz betrieben.
Nebst dem Personenverkehr werden nach Bière auch Güter, insbesondere aus der Landwirtschaft und zum Waffenplatz Bière, befördert. Die Güter wurden im Bahnhof Morges umgeladen, bis 1965 Rollschemel in Betrieb genommen wurden. 1981 ging die BAM zum Rollbock-System Vevey über. Damit konnten auch die etwas höheren Panzer 87 (Leopard 2) transportiert werden.
Ursprünglich fuhren die Züge nach Bière ab Gleis 3. Zwischen den Gleisen 3 und 4 wurde ein schmaler Perron gebaut. Gleis 4 war mit einem Dreischienengleis ausgestattet und konnte sowohl von Zügen mit Normal- als auch mit Meterspur befahren werden. Im Herbst 2013 nahm die BAM den Transport von etwa 170'000 Tonnen Kies pro Jahr aus Apples nach Morges und weiter auf der SBB-Strecke nach Gland auf. Für die Beförderung der Kieszüge von Morges nach Gland übernahm die BAM eine Re 4/4 II der SBB. Im Jahr 2023 führte die Nachfolgerin der BAM, die Transports de la région Morges–Bière–Cossonay (MBC), Wartungs- und Modernisierungsarbeiten an ihrer Strecke und den Anlagen am Bahnhof Morges durch.

## Betrieb
Der Bahnhof Morges wird von den folgenden Zügen des Personenverkehrs bedient:

### Fernverkehr
- 15 Genève-Aéroport – Lausanne – Bern – Luzern
- 57 Genève-Aéroport - Neuchâtel
- 95 Genève-Aéroport – Lausanne – Brig

### S-Bahn- und Regional-Verkehr
- R 8 Allaman – Morges – Renens – Lausanne – Puidoux – Palézieux – Payerne
- R 9 Allaman – Morges – Renens – Lausanne – Puidoux – Palézieux – Payerne – Avenches – Murten/Morat
- RE Annemasse/Genève-Aéroport – Genève – Lausanne –  Vevey (– Saint-Maurice)  (RegioExpress)
- R56 Morges – Apples – Bière

### Busverkehr
Vom Bahnhof Morges aus erschliessen mehrere Buslinien der Transports de la région Morges–Bière–Cossonay (MBC) die Umgebung:
- 701  Tolochenaz – Morges – St-Sulpice VD – Ecublens VD – Lausanne
- 702 Tolochenaz – Morges – Lonay – Echandens – Bussigny VD
- 703 Morges – Tolochenaz – Lussy-sur-Morges
- 704 Echichens – Morges
- 706 Tolochenaz – Morges – Echichens – Lonay
- 724 Morges – St-Prex – Etoy – Allaman
- 726 Morges – Lavigny
- 728 Morges – Apples
- 730 Morges – Cottens VD – Cossonay-Ville – Cossonay-Penthalaz – Gollion
- 735 Morges – Aclens – Bussigny VD – Cossonay-Ville
- 736 Morges – Aclens – Bussigny VD
- 791 Morges – Bremblens (Pyjam'bus)

### Reiseservice
Neben den üblichen Bahnhofeinrichtungen wie einem Lebensmittelautomaten gibt es auch einen McDonald’s-Fastfood-Laden, einen nahegelegenen Lidl, die Bahnhofapotheke, eine Notfallambulanz, einen Relay-Kiosk sowie eine Bäckerei und Konditorei.

## Immobilienprojekt
Ein Immobilienprojekt im Bereich des jetzigen Aufnahmegebäudes und des Park and Ride soll eine Fläche von 22'700 m² einnehmen, wobei 50 bis 70 Prozent dieser Fläche für Wohnzwecke vorgesehen sind. Dazu soll eine Parkgarage mit 310 Stellplätzen geschaffen werden. Der Neubau des Bahnhofgebäudes ist für 2030 geplant, wobei der Abriss des jetzigen Gebäudes vorgesehen ist. Das neue Gebäude soll etwa 12 Stockwerke umfassen. Im Jahr 2023 wurde eine Petition «Nein zu einer neuen Mauer, die Morges entstellt» mit 2551 Unterschriften eingereicht. Die Unterzeichner lehnen den Abriss des historischen Gebäudes ab.